# Давид ди Донателло 1963
8-я церемония вручения наград премии «Давид ди Донателло» состоялась 28 июля 1963 года в Театре в Тавромении.

## Номинанты и победители

### Лучшая режиссура
- Витторио Де Сика — Затворники Альтоны

### Лучший продюсер
- Гоффредо Ломбардо — Леопард (ex aequo)
- Робер Сюссфельд, Вилли Пикардт — Меч и весы (ex aequo)

### Лучшая женская роль
- Сильвана Мангано — Веронский процесс (ex aequo)
- Джина Лоллобриджида — Имперская Венера (ex aequo)

### Лучшая мужская роль
- Витторио Гассман — Обгон

### Лучшая иностранная актриса
- Джеральдин Пейдж — Сладкоголосая птица юности

### Лучший иностранный актёр
- Грегори Пек — Убить пересмешника

### Лучший иностранный фильм
- Самый длинный день, режиссёр Дэррил Занук

### Targa d’oro
- Алессандро Блазетти
- Антуан Лартиг
- Моника Витти